# Івановиці-Влосцянські
Івановиці-Влосцянські (пол. Iwanowice Włościańskie) — село в Польщі, у гміні Івановиці Краківського повіту Малопольського воєводства.
Населення — 1126 осіб (2011).
У 1975-1998 роках село належало до Краківського воєводства.

## Демографія
Демографічна структура станом на 31 березня 2011 року:
|          | Загалом | Допрацездатний вік | Працездатний вік | Постпрацездатний вік |
| -------- | ------- | ------------------ | ---------------- | -------------------- |
| Чоловіки | 564     | 128                | 370              | 66                   |
| Жінки    | 562     | 124                | 320              | 118                  |
| Разом    | 1126    | 252                | 690              | 184                  |